# Ilhas Berry

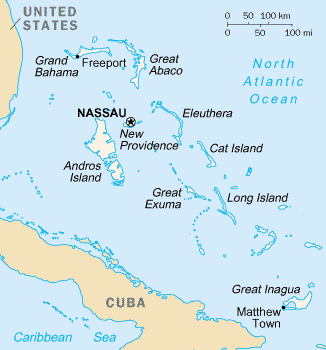
Mapa das Bahamas

As Ilhas Berry são uma cadeia de ilhas do distrito de Berry Islands, nas Bahamas, que abrangem 78 km² da parte norte ocidental das Ilhas Out. As ilhas Berry constam de uma trintena de ilhas e mais de uma centena de ilhéus ou cayos, frequentemente referidas como "The Fish Bowl das Bahamas". Têm cerca de 7000 habitantes, a maioria dos quais se encontram em Great Harbour Cay.